# هونگ یوک یانگ
هونگ یوک یانگ (به انگلیسی: Hong Yukyung، کره‌ای: 홍유경) خواننده و عضو سابق گروه کره‌ای ای پینک و متولد ۲۲ سپتامبر ۱۹۹۴ در سئول است. یوک یانگ در دبیرستان Hyundai و هنرستان هنرهای نمایشی سئول تحصیل کرد. در ۱۱ سالگی در یک برنامه کودک و آهنگی به نام "Hae Tae Story" حضور داشت. او در سال ۲۰۱۱ به ای پینک پیوست و در سال ۲۰۱۳ برای تمرکز در درس‌هایش گروه را ترک کرد.